# Vespola
Vespola é um gênero de traça pertencente à família Arctiidae.